# Walter Vosseler

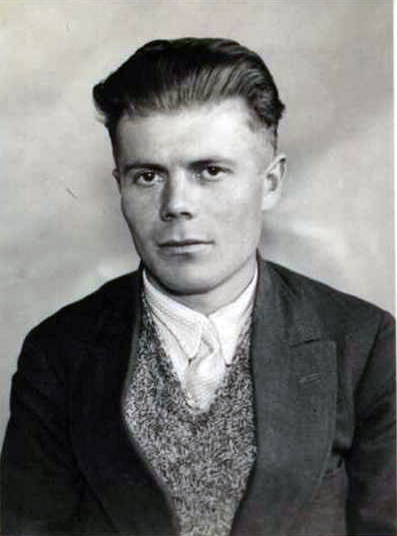
Walter Vosseler (1931)

Walter Vosseler (auch Voßeler) (* 9. Mai 1908 in Schwenningen am Neckar; † 16. März 1981 in Berlin) war ein deutscher Kommunist, Deputierter im Moskauer Stadtsowjet, Spanienkämpfer in den Internationalen Brigaden und – nachdem er unter anderem die Haft im Konzentrationslager Flossenbürg überlebt hatte – Diplomat der DDR.

## Kindheit und Jugend
Als Kind einer Arbeiterfamilie (Vater Feinmechaniker, drei Geschwister) wuchs Walter Vosseler in dem damals stark kommunistisch geprägten Schwenningen am Neckar auf und absolvierte 1914 bis 1922 die Volksschule (8 Klassen). Mit 14 Jahren begann er eine Lehrausbildung als Werkzeugmacher und wurde im selben Jahr Mitglied der Sozialistischen Arbeiter-Jugend (SAJ). Nach Ausbildungsende fand er Anstellungen in Schwenninger Uhrenfabriken. 1923 erfolgte, nach fünfmonatigem KPD-Verbot, der Übertritt zum Kommunistischen Jugendverband Deutschlands (KJVD). Infolge einer Streikbeteiligung der Schwenninger Uhrenarbeiter wurde er vom Januar 1926 an für ein Jahr arbeitslos. 1928 wurde der inzwischen 19-Jährige Mitglied der Kommunistischen Partei Deutschlands (KPD), wo er politische Fortbildungen (September bis Oktober 1928 Besuch der 4. Verbandsschule der KJVD in Dresden) erhielt und sich in ein Selbststudium begab. Ab Februar 1930 erfolgte eine erneute Arbeitslosigkeit infolge der Weltwirtschaftskrise.
Weitere Mitgliedschaften waren:
- Rote Jungfront (RJ),
- Rote Hilfe Deutschlands (RHD),
- Internationale Arbeiterhilfe (IAH),
- Touristenverein die Naturfreunde (NFI),
- Deutscher Metallarbeiter-Verband (DMV)

## Moskauer Jahre
Im Sommer 1930 kam es zu einer Begegnung mit einem sowjetischen Ingenieur, der auf der Suche nach qualifizierten Fachkräften für den Aufbau einer sowjetischen Uhren- und Feinmechanikindustrie war. Ein einjähriger Arbeitsvertrag wurde geschlossen und Walter Vosseler reiste als Spezialist (insgesamt mit einer Gruppe bestehend aus 38 Arbeitern) nach Moskau, wo er vom August 1930 bis September 1932 Werkzeugmacher in der II. staatlichen Uhrenfabrik Moskau sowie anschließend (ab Oktober 1932) Instrukteur und Lehrausbilder in der Werksschule der Ersten Moskauer Uhrenfabrik wurde.
Er heiratete die Russin Ninel Lwowna und war für eine vierjährige Legislaturperiode Deputierter im Moskauer Stadtsowjet (zusammen mit neun anderen ausländischen Arbeitern aus ganz Moskau). Parallel verzögerte sich 1933 ein persönlicher Antrag auf Überführung der Mitgliedschaft der KPD in die Kommunistische Partei der Sowjetunion (KPdSU) wegen anhaltender Parteireinigungen (Stalinsche Säuberungen), die Neuaufnahmen bzw. Überführungen kurzfristig verboten und Walter Vosseler an der Ersten Uhrenfabrik auch persönlich betrafen. Infolgedessen wurde er parteimäßig der deutschen Sektion der Kommunistischen Internationale angegliedert. Von 1933 bis 1936 nahm er zudem ein Studium an der Abenduniversität der Kommunistischen Universität der nationalen Minderheiten des Westens auf.

## Internationale Brigaden
1937 meldete er sich freiwillig zur Teilnahme am Spanischen Bürgerkrieg und erhielt eine mehrmonatige praxisnahe Ausbildung in Rjasan (Juni bis November 1937). Ende November 1937 folgte eine abenteuerliche Reise nach Spanien mit anschließender Aufnahme in das 2. Bataillon „Edgar André“ der XI. Internationalen Brigade sowie nachfolgend in das 3. Bataillon „Hans Beimler“. Er nahm an Kampfhandlungen der Aragonoffensive und der Ebroschlacht teil.

## Internierung und KZ-Haft
Mit dem Fall von Barcelona am 26. Januar 1939 und von Girona am 5. Februar 1939 flüchtete er, wie mehr als eine halbe Million Flüchtlinge auch, zur französischen Grenze, die einzige Möglichkeit der Flucht vor den heranrückenden Truppen Francos. Ab Februar 1939 wurde Walter Vosseler in folgenden Lagern interniert: Saint-Cyprien, Internierungslager Argelès-sur-Mer, Camp de Gurs und Mont-Louis. Die Absicht der französischen Regierung bestand darin, „Freiwillige“ für die Arbeit in Arbeitskompanien zu rekrutieren. So wuchs der Druck, die Internierten beim Bau der Transsahara-Bahn in Nordafrika einzusetzen. Es wurde mit Auslieferung an die Gestapo gedroht.
Das inzwischen etablierte, vom Deutschen Reich anerkannte Vichy-Regime lieferte im April 1941 die Gefangenen an Hitlerdeutschland, in die Heimatbezirke der Gefangenen aus. Walter Vosseler wurde der Gestapo Stuttgart übergeben und im Schutzhaftlager Welzheim erneut interniert (2. Mai bis 2. Juli 1941).
Anschließend kam es zu einer Überstellung in das Konzentrationslager Flossenbürg (Inhaftierung 14. Juli 1941 bis 23. April 1945), wo er im Kommando Planierung sowie anschließend in der Lagerschlosserei Zwangsarbeit leistete. Dort kam er in Kontakt zu einer Widerstandsgruppe aus Kommunisten und Sozialdemokraten. Es wurden konkrete Pläne für einen Aufstand gegen die SS-Besatzung beim Herannahen der Roten Armee beschlossen und vorbereitet und einzelne Waffen und Sprengstoff beschafft, um notfalls Widerstand durch militärische Aktionen auch für den Fall zu leisten, dass im Vorhinein vonseiten der SS Vernichtungsaktionen gegenüber den Häftlingen geplant werden würden.
Am 20. April 1945 ließ der Lagerkommandant Max Koegel das KZ endgültig von Häftlingen räumen und befahl einen Todesmarsch zum KZ Dachau.
Der Todesmarsch wurde am 23. April 1945 durch die amerikanische Armee bei Roding gestoppt und die Gefangenen schließlich befreit. Walter Vosseler wurde von der 11. Panzerdivision der 3. US-Armee mit der Aufgabe betraut, den Kontakt zur Roten Armee in dieser Region herzustellen. Am 16. Mai 1945, kurz nach der Befreiung des KZ-Mauthausen, nahm er an dem sogenannten „Mauthausen-Schwur“ teil.

## Nachkriegszeit und DDR
Am 20. Mai kam er in Wien an und gelangte über Prag nach Berlin, wo er am 15. Juli 1945 eintraf. In der unmittelbaren Nachkriegszeit war er 1945 stellvertretender Leiter der Kaderabteilung der KPD.
In der im Oktober 1949 gegründeten DDR setzte Walter Vosseler seine politische Arbeit fort. So wurde er 1952 stellvertretender Abteilungsleiter des Zentralkomitees der SED und stieg am 1. April zum Abteilungsleiter auf.
Im DDR-Schauprozess gegen Karli Bandelow und Ewald Misera, nach der Aktion Pfeil des Staatssekretariats für Staatssicherheit 1954 war er für die Pressearbeit zuständig.
1957 wurde er mit diplomatischen Aufgaben für das Ministerium für Auswärtige Angelegenheiten der DDR betraut. Er wurde Gesandtschaftsrat in Belgrad (1958 bis 1962). Es folgten die Stelle eines Abteilungsleiters (6. Europ. Abteilung – Westdeutschland) im Ministerium für Auswärtige Angelegenheiten (1962 bis 1963) sowie die eines Botschaftsrates in Warschau (1963 bis 1967). In Warschau trat er die Nachfolge von Ewald Moldt an. 1967 bis 1972 besetzte er die Position eines stellvertretenden Abteilungsleiters sowie anschließend eines Abteilungsleiters beim Ministerium für Auswärtige Angelegenheiten.
Er wurde 1968 mit dem Vaterländischen Verdienstorden in Gold und 1978 mit der Ehrenspange zu diesem Orden ausgezeichnet.
Walter Vosselers Urne wurde im Ehrenhain für die Verfolgten des Naziregimes (VdN-Anlage) auf dem Friedhof Berlin-Baumschulenweg (Bezirk Treptow-Köpenick) bestattet.